# Quercus coscojosuberiformis
Quercus coscojosuberiformis là một loài thực vật có hoa trong họ Cử. Loài này được Baonza mô tả khoa học đầu tiên năm 2007.